# Asian Rugby Championship 1982
El Asian Rugby Championship  de 1982 fue la 8.ª edición del principal torneo asiático de rugby.

## Desarrollo

### Grupo A
| Pos. | Equipo    | Encuentros | Encuentros | Encuentros | Encuentros | Tantos  | Tantos    | Tantos     | Puntos Totales |
| Pos. | Equipo    | jugados    | ganados    | empatados  | perdidos   | a favor | en contra | diferencia | Puntos Totales |
| ---- | --------- | ---------- | ---------- | ---------- | ---------- | ------- | --------- | ---------- | -------------- |
| 1    | Japón     | 3          | 3          | 0          | 0          | 103     | 18        | 85         | 6              |
| 2    | Hong Kong | 3          | 2          | 0          | 1          | 66      | 37        | 29         | 4              |
| 3    | Taiwán    | 3          | 1          | 0          | 2          | 28      | 52        | - 24       | 2              |
| 4    | Tailandia | 3          | 0          | 0          | 3          | 12      | 102       | - 90       | 0              |

Nota: Se otorgan 2 puntos al equipo que gane un partido, 1 al que empate y 0 al que pierda
| 20 de noviembre | Taiwán | 20 - 0 | Tailandia |  |  |

| 20 de noviembre | Japón | 29 - 6 | Hong Kong |  |  |

| 22 de noviembre | Japón | 31 - 6 | Taiwán |  |  |

| 22 de noviembre | Tailandia | 6 - 39 | Hong Kong |  |  |

| 24 de noviembre | Japón | 43 - 6 | Tailandia |  |  |

| 22 de noviembre | Taiwán | 2 - 21 | Hong Kong |  |  |

### Grupo B
| Pos. | Equipo        | Encuentros | Encuentros | Encuentros | Encuentros | Tantos  | Tantos    | Tantos     | Puntos Totales |
| Pos. | Equipo        | jugados    | ganados    | empatados  | perdidos   | a favor | en contra | diferencia | Puntos Totales |
| ---- | ------------- | ---------- | ---------- | ---------- | ---------- | ------- | --------- | ---------- | -------------- |
| 1    | Corea del Sur | 3          | 3          | 0          | 0          | 64      | 12        | 52         | 6              |
| 2    | Malasia       | 3          | 2          | 0          | 1          | 50      | 58        | -8         | 4              |
| 3    | Singapur      | 3          | 1          | 0          | 2          | 15      | 35        | - 20       | 2              |
| 4    | Sri Lanka     | 3          | 0          | 0          | 3          | 20      | 44        | - 24       | 0              |

| 20 de noviembre | Corea del Sur | 40 - 12 | Malasia |  |  |

| 20 de noviembre | Singapur | 9 - 8 | Sri Lanka |  |  |

| 22 de noviembre | Corea del Sur | 12 - 0 | Singapur |  |  |

| 22 de noviembre | Malasia | 23 - 12 | Sri Lanka |  |  |

| 24 de noviembre | Malasia | 15 - 6 | Singapur |  |  |

| 24 de noviembre | Corea del Sur | 12 - 0 | Sri Lanka |  |  |

### Definición 3° puesto
| 27 de noviembre | Malasia | 4 - 10 | Hong Kong |  |  |

### Final
| 27 de noviembre | Japón | 9 - 12 | Corea del Sur |  |  |

| Bandera de Corea del Sur |
| Campeón Corea del Sur    |
| Primer título            |